# San José (Guaymallén)
San José es una ciudad y distrito del departamento Guaymallén, que forma parte del componente Guaymallén del área metropolitana del Gran Mendoza en la provincia de Mendoza, Argentina.

## Geografía
Está circunscripta a 2,09 km² y delimitada por Avenida Mitre, Correa Saa, Avenida Gobernador Ricardo Videla (Conocida como Acceso Norte o Costanera, debido a la cercanía del Canal Guaymallén) y Avenida de Acceso Este (principal ingreso al Gran Mendoza desde el Este). 
Está casi completamente compuesta por área urbana (casas, edificios, etc.), tiene un relieve llano y está ubicada muy cerca del centro del Valle de Huentota (valle donde se asienta el Gran Mendoza). 
Dentro del distrito hay varias arterias principales y de conexión como Bandera de los Andes, Godoy Cruz, Saavedra, O'Brien, Alberdi, entre otras.

### Población
Tiene 11 640 habitantes y una densidad cercana a los 6000 habitantes por km².

### Sismicidad
La sismicidad del área de Cuyo (centro oeste de Argentina) es frecuente y de intensidad muy alta, con un silencio sísmico de terremotos medios a graves cada 20 años.
- Sismo de 1861: aunque dicha actividad geológica catastrófica ocurre desde épocas prehistóricas, el terremoto del 20 de marzo de 1861 (164 años), con 12 000 muertes,[2] señaló un hito importante dentro de la historia de eventos sísmicos argentinos ya que fue el más fuerte registrado y documentado en el país. A partir del mismo los sucesivos gobiernos mendocinos y municipales han ido extremando cuidados y restringiendo los códigos de construcción.[1] Con el terremoto de San Juan del 15 de enero de 1944 (81 años) los gobiernos tomaron estado de la enorme gravedad crónica de sismos de la región.
- Sismo de 1920: de 6,8 de intensidad, destruyó parte de sus edificaciones y abrió numerosas grietas en la zona. Hubo 250 muertes por destrucción de casas de adobe[2][1]
- Sismo del sur de Mendoza de 1929: muy grave, y al no haber desarrollado ninguna medida preventiva, a pesar de haber transcurrido solo nueve años del anterior, mató a 30 habitantes por la caída de casas de adobe[1]
- Sismo de 1985: fue otro episodio grave,[3] de 9 s de duración, derrumbando el viejo Hospital del Carmen de Godoy Cruz.

## Historia
En la época precolombina fue habitada por los Huarpes, en territorios del cacique Goymaré y Allayme. 
Los incas durante la invasión permanecieron siete años con ellos, enseñándoles costumbres y actividades aceptadas e influyentes.
Fue parte de la inicial ciudad erguida en 1561 en aproximadamente 300 metros cuadrados, de norte a sur desde Correa Saa hasta Uruguay, y de oeste a este desde la Av. Gobernador Videla hasta Barcala y Pellegrini. 
En 1763 se construyó el Hospital "San Antonio", primer hospital de caridad, en el área de San José y Pedro Molina; funcionó hasta 1861 y fue atendido por religiosos. 
Con la fundación del departamento Guaymallén en 1858 se convirtió en la cabecera, razón de la construcción de la plaza Lencinas y la Iglesia; el título de cabecera fue revocado en 1896, por la reciente aparición y crecimiento de Villa Nueva. 
A la vez durante el siglo XX San José también creció mucho comercial y residencialmente. En los años 1970 se construyó la Estación Terminal de Omnibus del Sol (ETOM, Terminal del Sol), lo cual fue un gran paso en la historia distrital y comunitaria. En 1987 recibió junto con Nueva Ciudad al papa Juan Pablo II, en el Predio de la Virgen (ubicado frente al Cóndor, es un gran espacio verde en los dos distritos). 
En la actualidad es una localidad mayormente residencial, con algunas áreas comerciales y turísticas. Hay que reconocer el avance de la urbanización, ya que hasta los años 60 era una zona con viñedos y fincas, y hoy es una zona fuertemente urbana.

## Turismo
Como puntos relevantes turísticos se pueden nombrar:
- La Terminal de Omnibus (única terminal de pasajeros de media y larga distancia en el Gran Mendoza), ubicada en la manzana de Reconquista, Juan B. Alberdi, Lateral N del Acceso Este, y Av. Gob. Ricardo Videla (Costanera)
- Plazoleta del Cacique Guaymallén (también conocida como Plazoleta del Indio por el monumento al Cacique Guaymallén) que se erige en Av. Bandera de los Andes y Juan B. Alberdi.
- Plaza José Nestor Lencinas (conocida como Plaza San José o Plaza de San José), ubicada en la manzana de Bandera de los Andes, Francisco de la Reta, Viamonte y Pellegrini.
- El centenario Colegio San José de las Hermanas Dominicas, ubicado frente a la Plaza Lencinas con entrada por calle Pellegrini.
- La tradicional Parroquia San José, erigida en Bandera de los Andes 655, frente a la plaza Lencinas. Cuenta con más de 100 años, y es una de las iglesias más conocidas y antiguas de Guaymallén y del Gran Mendoza.
- El Monumento al Cóndor en Acceso Este(RN7) y la conexión con el Acceso Sur (RN40), la segunda conexión se ubica en Agrelo en el Departamento Luján de Cuyo.
- El Espacio cultural Julio Le Parc, ubicado en la calle Mitre a metros de calle Godoy Cruz

Así como gran cantidad de hoteles, hostels y hospedajes de diferentes categorías que aprovechan la tranquilidad de la zona a la vez que la cercanía con la Terminal y el centro de la ciudad.

## Salud, Seguridad y Educación
- Salud: Clínica Santa Rosa, el Hospital Italiano de Mendoza y una gran cantidad de consultorios particulares y farmacias
- Seguridad: Comisaría 25 a unos de sus centros principales, junto a la policía motorizada
- Registro Civil
- Educación: cuenta con escuelas primarias y secundarias de muy buen nivel, mientras que el nivel terciario y universitario es un servicio suministrado por entidades en el Gran Mendoza.

## Parroquias de la Iglesia católica en San José
| Arquidiócesis | Mendoza                                              |
| ------------- | ---------------------------------------------------- |
| Parroquias    | Cristo Rey, Nuestra Señora de la Consolata, San José |

## Deportes
- El Club Atlético Argentino ubicado en Avenida Mitre al 1761, es el único club de Fútbol del distrito. Fundado el 10 de enero de 1924, cuenta con una enriquecedora historia y ha participado en Torneos de AFA
- El Atenas Sport Club, club de Baloncesto fundado el 13 de febrero de 1941, ubicado en calle Viamonte al 720
- El Club Unión Deportiva San José de Baloncesto fundado el 16 de abril de 1939, ubicado en calle Bandera de los Andes 1187

Estos dos últimos clubes disputan el clásico del basquetbol del Distrito de San José.